# (38824) 2000 RG91
2000 RG91 (asteroide 38824) é um asteroide da cintura principal. Possui uma excentricidade de 0.09850350 e uma inclinação de 1.91253º.
Este asteroide foi descoberto no dia 3 de setembro de 2000 por LINEAR em Socorro.